# 布雷斯塔警长
《布雷斯塔警长》（原題：BraveStarr，台灣播映譯名為《星際警長》）是一部1980年代的美国动画片，每集都会讲述一个有教育意义的故事。

## 角色

### 英雄
- 雷斯塔警长（台譯：星際警長）Marshall Bravestarr：是西部蛮荒星球“新德克萨斯”的治安官，他有几种特异功能：
  - 鹰的眼睛（台譯：鷹的千里眼）Eyes of the Hawk
  - 狼的耳朵（台譯：狼的順風耳）Ears of the Wolf
  - 熊的力量（台譯：熊的爆發力）Strength of the Bear
  - 豹的速度（台譯：豹的閃電速度）Speed of the Puma[註 1]

神槍馬/变形马 (Thirty/Thirty)
吧台手 (Handlebar)
星際副警長 (Deputy Fuzz)
智慧老人 (Shaman)
Judge J.B.

### 坏蛋
銀河大盜 (Tex Hex)
Outlaw Skuzz
噴毒怪客 (Sandstorm)
Thunderstick
Cactus Head
"Two faced" Dingo Dan:
Vipra

## 情节
由Flimation Associates于1987年出品的经典动画片《布雷斯塔警长》共65集，中国大陆曾引进播出过。

## 出处
- . epguides.com.   [2005-10-28]. （原始内容存档于2006-02-08）.
- . The Big Cartoon Database.   [2005-10-28]. （原始内容存档于2013-01-02）.